# Cap del Muntanyó d'Àrreu
El Cap del Muntanyó d'Àrreu és una muntanya de 2.630 metres que es troba al municipi d'Alt Àneu, a la comarca del Pallars Sobirà.